# Släggkastning för damer i friidrott vid olympiska sommarspelen 2024
Damernas släggkastning vid olympiska sommarspelen 2024 avgjordes den 4 och 6 augusti 2024 på Stade de France i Paris. 32 idrottare från 24 nationer deltog i tävlingen. Det var sjunde gången grenen fanns med i ett OS och den har funnits med i varje OS sedan 2000.

Höjdpunkter i släggkastningens final.

Den trefaldiga regerande OS-mästaren och världsrekordhållaren Anita Włodarczyk återvände för sin femte OS. Hon fyllde 39 år två dagar efter tävlingen. Resten av prispallen från  Tokyo, Wang Zheng och Malwina Kopron var också tillbaka. Världsledaren och nummer tre genom tiderna Brooke Andersen skulle vanligtvis vara närvarande och vara en av favoriterna, men hon kunde inte landa något giltigt kast vid de amerikanska OS-uttagningarna och kvalificerade sig inte till tävlingen. Hon var världsmästare 2022. Camryn Rogers som var 2023 års världsmästare och rankad nummer två på världslistan för 2024 var också närvarande.
Krista Tervo, Rogers, DeAnna Price, Annette Echikunwoke och Katrine Koch Jacobsen var de som kvalificerade sig till finalen genom att nå kvalgränsen. Sju andra kvalificerade sig genom placering. Włodarczyk var den sista som kvalificerade sig till finalen med 71,06 meter, hennes femte final.
Zhao Jie inledde finalen med 72,20 meter. Rogers kastade 74,11. Hanna Skydan gick upp på andra plats med 73,27. Echikunwoke matchade nästan det med 73,11. Włodarczyk visade att hon fortfarande skulle vara en utmanare till medalj genom att kasta 73,17. I den andra omgången tog Zhao ledningen från Rogers med ett kast på 74,27. Silja Kosonen blev trea med ett kast på 74,04. I den tredje rundan tog Rogers tillbaka ledningen med 74,47. Fem kastare senare tog Echikunwoke första platsen med 75,48. I den fjärde omgången kom Rogers närmare med 75,44 och i den femte omgången tog hon ledningen från Echikunwoke med ett kast på 76,97. Włodarczyk kastade längre men tog sig bara till fjärdeplasten med 74,23. Ingen kunde förbättra sitt resultat på den sjätte och avslutande rundan. 
Med Rogers och Ethan Katzberg vann Kanada båda släggkastningsgrenarna i OS.
| Spel         | Guld                 | Silver                  | Brons         |
| Slägga damer | Camryn Rogers Kanada | Annette Echikunwoke USA | Zhao Jie Kina |

## Kvalificering till OS-grenen
Kvalificeringsperioden för damernas släggkastning var mellan 1 juli 2023 och 30 juni 2024. 32 idrottare kvalificerade sig till evenemanget, med högst tre idrottare per nation, genom att klara av kvalificeringsstandarden 74,00 meter eller genom sin världsranking i friidrott för denna gren.

## Schema
Alla tider är CET.
| Datum          | Tid   | Omgång |
| -------------- | ----- | ------ |
| 4 augusti 2024 | 10:20 | Kval   |
| 6 augusti 2024 | 20:00 | Final  |

## Rekord
Innan tävlingens start fanns följande rekord:
| Rekord           | Idrottare              | Längd | Plats                     | Datum           |
| ---------------- | ---------------------- | ----- | ------------------------- | --------------- |
| Världsrekord     | Anita Włodarczyk (POL) | 82,98 | Warsawa, Polen            | 26 augusti 2016 |
| Olympiskt rekord | Anita Włodarczyk (POL) | 82,29 | Rio de Janeiro, Brasilien | 15 augusti 2016 |

| Område                                   | Längd      | Idrottare           | Nation      |
| ---------------------------------------- | ---------- | ------------------- | ----------- |
| Afrika                                   | 75,45      | Annette Echikunwoke | Nigeria     |
| Asien                                    | 77,68      | Wang Zheng          | Kina        |
| Europa                                   | 82,98 0VR0 | Anita Włodarczyk    | Polen       |
| Nordamerika, Centralamerika och Karibien | 80,31      | Ethan Katzberg      | USA         |
| Oceanien                                 | 74,61      | Lauren Bruce        | Nya Zeeland |
| Sydamerika                               | 73,74      | Jennifer Dahlgren   | Argentina   |

## Resultat
Anmärkningarnas förklaring finns längst ner.

### Kval
Idrottarna behövde nå kvalgränsen 73,00 meter 0Q0 eller hamna på de 12 första platserna 0q0 för att gå till final.
| Plac. | Grupp | Idrottare               | Nation       | 1     | 2     | 3      | Resultat | Anmärkning |
| ----- | ----- | ----------------------- | ------------ | ----- | ----- | ------ | -------- | ---------- |
| 1     | B     | Krista Tervo            | Finland      | x     | 74,79 |        | 74,79    | 0Q0 NR0    |
| 2     | A     | Camryn Rogers           | Kanada       | x     | 74,69 |        | 74,69    | 0Q0        |
| 3     | B     | DeAnna Price            | USA          | 72,08 | 73,79 |        | 73,79    | 0Q0        |
| 4     | A     | Annette Echikunwoke     | USA          | 73,52 |       |        | 73,52    | 0Q0        |
| 5     | B     | Katrine Koch Jacobsen   | Danmark      | 72,36 | x     | 73,04  | 73,04    | 0Q0        |
| 6     | A     | Hanna Skydan            | Azerbajdzjan | 69,58 | 69,04 | 72,55  | 72,55    | 0q0        |
| 7     | A     | Zhao Jie                | Kina         | 70,78 | 72,49 | 72,24  | 72,49    | 0q0        |
| 8     | B     | Sara Fantini            | Italien      | 72,40 | 69,93 | 71,08  | 72,40    | 0q0        |
| 9     | B     | Silja Kosonen           | Finland      | x     | 68,51 | 72,11  | 72,11    | 0q0        |
| 10    | B     | Rosa Rodríguez          | Venezuela    | x     | 67,28 | 71,76  | 71,76    | 0q0        |
| 11    | A     | Bianca Ghelber          | Rumänien     | 71,42 | x     | 71,34  | 71,42    | 0q0        |
| 12    | B     | Anita Włodarczyk        | Polen        | 71,04 | 70,41 | 71,06  | 71,06    | 0q0        |
| 13    | A     | Li Jiangyan             | Kina         | x     | 70,54 | x      | 70,54    |            |
| 14    | A     | Erin Reese              | USA          | 68,74 | 70.23 | x      | 70,23    |            |
| 15    | A     | Stephanie Ratcliffe     | Australien   | x     | x     | 70,607 | 70,07    |            |
| 16    | B     | Nicola Tuthill          | Irland       | x     | 68,87 | 69,90  | 69,90    |            |
| 17    | B     | Stamatia Scarvelis      | Grekland     | 69,38 | 66,86 | x      | 69,38    |            |
| 18    | A     | Thea Löfman             | Sverige      | 64,13 | 68,92 | 69,12  | 69,12    |            |
| 19    | A     | Rose Loga               | Frankrike    | 68,94 | 63,10 | x      | 68,94    |            |
| 20    | A     | Lauren Bruce            | Nya Zeeland  | x     | 67,03 | 68,93  | 68,93    |            |
| 21    | A     | Suvi Koskinen           | Finland      | 66,14 | x     | 67,90  | 67,90    |            |
| 22    | B     | Zalina Marghieva        | Moldavien    | x     | 67,84 | 66,45  | 67,84    |            |
| 23    | A     | Malwina Kopron          | Polen        | 65,39 | 65,65 | 67,68  | 67,68    |            |
| 24    | B     | Vanessa Sterckendries   | Belgien      | 67,67 | x     | 64,67  | 67,67    |            |
| 25    | A     | Zahra Tatar             | Algeriet     | 66,06 | 66,99 | 66,90  | 66,99    |            |
| 26    | B     | Iryna Klymets           | Ukraina      | 66,95 | 66,61 | 65,70  | 66,95    |            |
| 27    | A     | Beatrice Nedberge Llano | Norge        | 66,11 | 66,92 | 64,77  | 66,92    |            |
| 28    | B     | Wang Zheng              | Kina         | 66,92 | x     | x      | 66,92    |            |
| 29    | B     | Oyesade Olatoye         | Nigeria      | x     | 64,36 | 66,41  | 66,41    |            |
| 30    | B     | Réka Gyurátz            | Ungern       | x     | 64,77 | 63,86  | 64,77    |            |
|       | A     | Mayra Gaviria           | Colombia     | x     | r     |        | —        | 0NM0 DNF0  |
|       | B     | Alexandra Tavernier     | Frankrike    | x     | x     | x      | —        | 0NM0       |

### Final
| Plac. | Idrottare             | Nation       | 1     | 2     | 3     | 4                | 5                | 6                | Resultat | Anmärk. |
| ----- | --------------------- | ------------ | ----- | ----- | ----- | ---------------- | ---------------- | ---------------- | -------- | ------- |
| 1     | Camryn Rogers         | Kanada       | 74,11 | x     | 74,47 | 75,44            | 76,97            | x                | 76,97    |         |
| 2     | Annette Echikunwoke   | USA          | 73,11 | 71,45 | 75,48 | x                | 73,32            | 73,56            | 75,48    |         |
| 3     | Zhao Jie              | Kina         | 72,90 | 74,27 | 73,95 | 72,79            | 73,88            | 71,88            | 74,27    |         |
| 4     | Anita Włodarczyk      | Polen        | 73,17 | 72,18 | 73,13 | 73,61            | 74,23            | 69,77            | 74,23    |         |
| 5     | Silja Kosonen         | Finland      | x     | 74,04 | 72,44 | x                | 73,12            | 72,10            | 74,04    |         |
| 6     | Krista Tervo          | Finland      | x     | 73,83 | x     | 72,56            | 71,25            | x                | 73,83    |         |
| 7     | Hanna Skydan          | Azerbajdzjan | 73,27 | 72,48 | 71,39 | 73,66            | 72,91            | 73,27            | 73,66    |         |
| 8     | Rosa Rodríguez        | Venezuela    | 71,02 | 72,98 | x     | 71,22            | 70,85            | x                | 72,98    |         |
| 9     | Bianca Ghelber        | Rumänien     | x     | 72,24 | 72,36 | Gick inte vidare | Gick inte vidare | Gick inte vidare | 72,36    |         |
| 10    | Katrine Koch Jacobsen | Danmark      | 71,65 | 70,64 | 71,09 | Gick inte vidare | Gick inte vidare | Gick inte vidare | 71,65    |         |
| 11    | DeAnna Price          | USA          | x     | 70,18 | 71,00 | Gick inte vidare | Gick inte vidare | Gick inte vidare | 71,00    |         |
| 12    | Sara Fantini          | Italien      | 69,20 | 69,58 | x     | Gick inte vidare | Gick inte vidare | Gick inte vidare | 69,58    |         |